# محمد علي ضد جيمي يونغ
خاض محمد علي وجيمي يونغ مباراة ملاكمة في 30 أبريل 1976. فاز علي في المباراة بقرار بالإجماع على النقاط. تم بث هذه المباراة مباشرة في فترة الذروة على قناة أيه بي سي و علّق عليها هوارد كوسيل من مركز الكابيتول في لاندوفر بولاية ماريلاند .

## تفاصيل المباراة
قبل المباراة قام مدرب محمد علي أنجيلو دندي بإعداد لوحة رسائل لعلي يقول فيها «تذكر سان دييغو» ، مذكراً إياه بخسارته لمباراة من 12 جولة أمام كين نورتون في 31 مارس 1973 في تلك المدينة.
شارك علي في هذه المباراة بوزن يبلغ نحو 104 كيلوغرام، وهو أثقل وزن شارك فيه في أي نزال حتى عام 1981 عندما بلغ وزنه 107 كيلوغرام في المباراة مع تريفور بيربيك.
أثناء المباراة خرج يونج خارج الحبال ست مرات تحت تأثير ضغط ضربات علي. حصل ذلك في الجولة السابعة، الثامنة، الثانية عشرة ومرتين في الثالثة عشرة ومرة أخرى في الخامسة عشر. في الجولة الثانية عشرة احتسبها الحكم ضربة قاضية وبدأ العد لكن يونغ أعاد سحب رأسه إلى الحلبة بعد العدة الثانية.